# Оливейра, Руи
Руй Филипе Алвеш Оливейра (порт. Rui Filipe Alves Oliveira ; род. 5 сентября 1996, Вила-Нова-ди-Гая, Португалия) — португальский профессиональный трековый и шоссейный велогонщик, выступающий за команду мирового тура «UAE Team Emirates». Чемпион Европы в скрэтче и призёр в мэдисоне и гонке на выбывание.
Брат Иво (братья — близнецы) и Элдера Оливейры — также велогонщики.

## Достижения

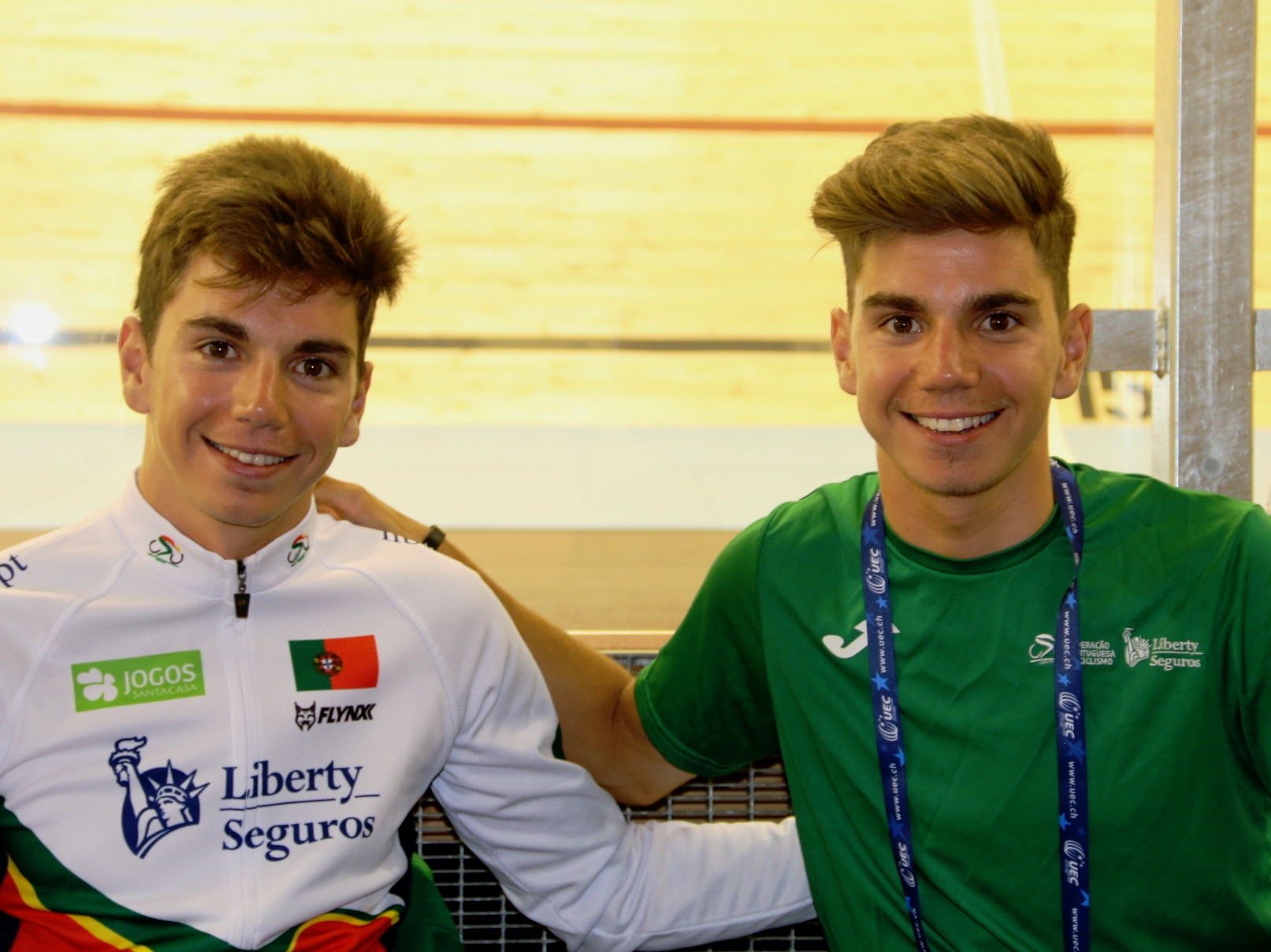
Братья Иву и Руй Оливейра на Чемпионате Европы по трековому велоспорту 2017

### Трек
2013
1-й  Чемпион Португалии — Скрэтч (юниоры)
2-й  Чемпионат Европы — Скрэтч (юниоры)
2014
1-й  Чемпион Португалии — Спринт (юниоры)
1-й  Чемпион Португалии — Командный спринт (юниоры)
1-й  Чемпион Португалии — Командная гонка преследования (юниоры)
3-й  Чемпионат мира — Скрэтч (юниоры)
3-й  Чемпионат мира — Мэдисон (юниоры) (вместе с Иво Оливейра)
3-й  Чемпионат Европы — Скрэтч (юниоры)
2016
1-й  Чемпион Португалии — Кейрин
6-й Чемпионат мира — Скрэтч
2017
1-й  Чемпион Европы — Гонка на выбывание U23
3-й  Чемпионат Европы — Гонка на выбывание
2018
5-й Чемпионат мира — Скрэтч
2018
1-й  Чемпион Португалии — Мэдисон (вместе с Иво Оливейра)
2-й  Чемпионат Европы — Гонка на выбывание
4-й Чемпионат мира — Скрэтч
2019
1-й  Чемпион Португалии — Омниум

### Шоссе
2017
8-й Многодневная гонка Джо Мартина — Генеральная классификация
1-й  — Молодёжная классификация
2018
1-й  Чемпион Португалии — Групповая гонка U23
6-й Мемориал Арно Валларда
7-й Хандзаме Классик
7-й ЗЛМ Тур
9-й Гран-при Импанис–Ван Петегем